# سیارک ۴۹۴۰
سیارک ۴۹۴۰ (به انگلیسی: 4940 Polenov، نامگذاری:1986QY4) چهار هزار و نهصد و چهلمین سیارک کشف شده‌است که در ۱۸ اوت ۱۹۸۶ کشف شد.
قدر مطلق سیارک برابر ۱۱٫۸۰ است.